# На добър път
„На добър път“ (на френски: Bon Voyage) е английски военен пропаганден филм от 1944 г., режисиран от Алфред Хичкок, произведен по поръчка на британското Министерство на информацията. В главната роля е Джон Блайт, останалите роли се изпълняват от членове на трупата The Moliere Players, формирана от френски актьори бежанци във Великобритания.

## Сюжет
Внимание:  Текстът по-долу разкрива сюжета на произведението (или части от него)!
Действието на филма се развива по време на Втората световна война. Историята е разказана в ретроспекция, първоначално от гледна точка на главния герой, а след това е анализирана повторно от офицер от разузнаването в Лондон. Младият шотландски летец Джон Дугал (Джон Блайт) от Кралските военновъздушни сили, е свален и попада в нацистки плен. Впоследствие успява да избяга и се промъква през окупираната от нацистите Франция, за да достигне до Англия. По време на пътуването си през Франция, той е придружаван от спътник, който също е избягал военнопленник. Двамата са подпомогнати от различни представители на френската Съпротива. Когато възниква възможност да бъдат прехвърлени на острова, се оказва, че самолетът може да вземе само един пътник. Шотландския летец заминава, като неговият спътник му дава лично писмо което да достави в Лондон. В резултат на анализ на събитията от страна на британското разузнаване се оказва, че другият „военнопленник“ е бил в действителност шпионин на Гестапо, който убива няколко от бойците от съпротивата, както и че „личното му писмо“ което изпраща за Лондон, съдържа секретна информация, която би помогнала на нацистите.